# Arius microcephalus
Arius microcephalus es una especie de pez de la familia Ariidae en el orden de los Siluriformes.

## Morfología
• Los machos pueden llegar alcanzar los 60 cm de longitud total.

## Distribución geográfica
Se encuentra al este de Tailandia y Borneo.